# Mydas cleptes
Mydas cleptes är en tvåvingeart som först beskrevs av Osten Sacken 1886.  Mydas cleptes ingår i släktet Mydas och familjen Mydidae. Inga underarter finns listade i Catalogue of Life.